# 雅罗斯瓦夫·米卡
雅罗斯瓦夫·米卡（波蘭語：Jarosław Mika；1962年10月31日—），波蘭陸軍將領，軍階為陸軍上將。現為波蘭軍總司令部（波蘭總參謀部下屬機構）司令。
1981年加入波蘭軍隊，進入波兹南的裝甲兵學院學習。1985年畢業，成為第五裝甲師的一個排長，後晉升營長。1993年從華沙國防大學畢業，改調陸軍總參謀部。
2007年，米卡在伊拉克的波蘭軍事特遣隊服役，此後他被派往東北多國部隊。2011年，他出任第20巴爾托希采機械旅旅長，同年派赴阿富汗。自2014年起擔任少將時，成為第11裝甲騎兵師師長。2017年2月7日出任波蘭軍隊總司令部司令，此時軍階仍為少將。2019年11月晉升為四星將軍，並於2020年2月被再次任命為司令。
2020年，當2019冠狀病毒病疫情蔓延至波蘭時，他於3月10日在SARS-CoV-2檢測中呈陽性，確診感染2019冠狀病毒病。